# Luciano Angeloni
Luciano Angeloni (ur. 2 grudnia 1917 w Imperii, zm. 9 maja 1996) – włoski duchowny rzymskokatolicki, arcybiskup tytularny, dyplomata papieski.

## Biografia
18 sierpnia 1940 otrzymał święcenia prezbiteriatu.
24 grudnia 1970 papież Paweł VI mianował go pronuncjuszem apostolskim w Zambii (akredytowanym również w Malawi) oraz arcybiskupem tytularnym viboskim. 7 lutego 1971 przyjął sakrę biskupią z rąk prefekta Kongregacji Spraw Kanonizacyjnych kard. Paolo Bertoliego. Współkonsekratorami byli sekretarz Kongregacji Rozkrzewiania Wiary abp Sergio Pignedoli oraz biskup Albengi Alessandro Piazza.
25 listopada 1978 papież Jan Paweł II mianował go pronuncjuszem apostolskim w Korei Południowej. 21 sierpnia 1982 został przeniesiony na stanowisko nuncjusza apostolskiego w Libanie. 31 lipca 1989 został nuncjuszem apostolskim w Portugalii.
15 marca 1993 w związku z osiągnięciem wieku emerytalnego przeszedł na emeryturę.